# Kanton Montpellier - Castelnau-le-Lez
 Montpellier - Castelnau-le-Lez is een kanton van het Franse departement Hérault. Het kanton maakt deel uit van het arrondissement Montpellier. In 2021 telde het 67.325  inwoners.

Het kanton werd gevormd ingevolge het decreet van 26 februari 2014, met uitwerking op 22 maart 2015, met Montpellier als hoofdplaats.

## Gemeenten
Het kanton omvat de volgende gemeenten:
- Castelnau-le-Lez
- Clapiers
- Jacou
- Montferrier-sur-Lez
- Montpellier (deel)